# Leucania inconspicua
Leucania inconspicua är en fjärilsart som beskrevs av Herrich-Schäffer 1868. Leucania inconspicua ingår i släktet Leucania och familjen nattflyn. Inga underarter finns listade i Catalogue of Life.